# Notting Hill (filme)
Notting Hill (bra: Um Lugar Chamado Notting Hill; prt: Notting Hill) é um filme britânico de 1999, do gênero comédia romântica, dirigido por Roger Michell, escrito por Richard Curtis e produzido por Duncan Kenworthy. O filme é estrelado por Julia Roberts, Hugh Grant, Rhys Ifans, Emma Chambers, Tim McInnerny, Gina McKee, e Hugh Bonneville. A história é de um romance entre um vendedor de livros de Londres interpretado por Grant e uma famosa atriz americana interpretada por Roberts, que acontece em sua loja. O título é uma referência a Notting Hill, um bairro de Londres, onde a história acontece.
Notting Hill foi bem recebido pela crítica e tornou-se o filme britânico de maior bilheteria lançado em 1999. O filme teve sua estreia na Cinemas Odeon, Leicester Square, em 27 de abril de 1999. Ele ganhou US$ 116 089 678 como seu total bruto nacional, US$ 247,8 milhões no exterior, com um total bruto de US$ 363 889 678. Ele somou US$ 27,7 milhões em seu fim de semana de estreia, um recorde americano, a maior abertura para um filme de comédia romântica, batendo My Best Friend's Wedding (que também estrelou Julia Roberts). Notting Hill fez outros US$ 15  milhões na semana seguinte. Um mês após o seu lançamento, Notting Hill perdeu seu recorde de maior bilheteria no fim de semana de abertura de um filme de comédia romântica para Noiva em Fuga (novamente estrelado por Roberts). Foi o décimo sexto filme de maior bilheteria de 1999, e em agosto de 2023 foi o 405º filme de maior bilheteria de todos os tempos. Em 1999, tornou-se o filme britânico de maior bilheteria.
Notting Hill ganhou o prêmio de audiência de filme mais popular no BAFTA em 2000, e foi indicado nas categorias do  Alexander Korda Award de melhor filme britânico do ano, e melhor performance por um ator em um papel coadjuvante para Rhys Ifans. O filme ganhou o prêmio de melhor filme de comédia no British Comedy Awards. A trilha sonora do filme ganhou melhor trilha sonora no Brit Awards, vencendo Star Wars: Episode I - The Phantom Menace. O filme ganhou o prêmio de melhor filme britânico, melhor diretor britânico para Roger Michell e melhor ator britânico por Hugh Grant no Empire Awards. O filme recebeu três indicações no Globo de Ouro, nas categorias melhor filme de comédia ou musical, melhor ator em comédia ou musical para Hugh Grant e melhor atriz em comédia ou musical para Julia Roberts.

## Elenco
- Julia Roberts como Anna Scott
- Hugh Grant como William "Will" Thacker
- Hugh Bonneville como Bernie
- Emma Chambers como Honey Thacker
- James Dreyfus como Martin
- Rhys Ifans como Spike
- Tim McInnerny como Max
- Gina McKee como Bella
- Richard McCabe como Tony
- Dylan Moran como Rufus, o ladrão
- Henry Goodman como concierge do Hotel Ritz
- Julian Rhind-Tutt como jornalista de 'Time Out'
- Lorelei King como publicitária de Anna
- John Shrapnel como agente de imprensa do Reino Unido de Anna
- Clarke Peters como ator principal da 'hélice'
- Arturo Venegas como ator estrangeiro em 'Helix'.
- Yolanda Vazquez como Intérprete
- Mischa Barton como atriz de 12 anos em 'Helix'
- Emily Mortimer como mulher perfeita
- Samuel West como co-estrela de Anna (como Sam West)
- Ann Beach como mãe de William

### Elenco não creditado
- Alec Baldwin como Jeff King
- Simon Callow como ele mesmo em filme dentro de filme
- Joe Cornish como fã recebendo o autógrafo de Anna
- Matthew Modine como ator em filme dentro de filme
- Sally Phillips como Caroline (cenas excluídas)

## Produção

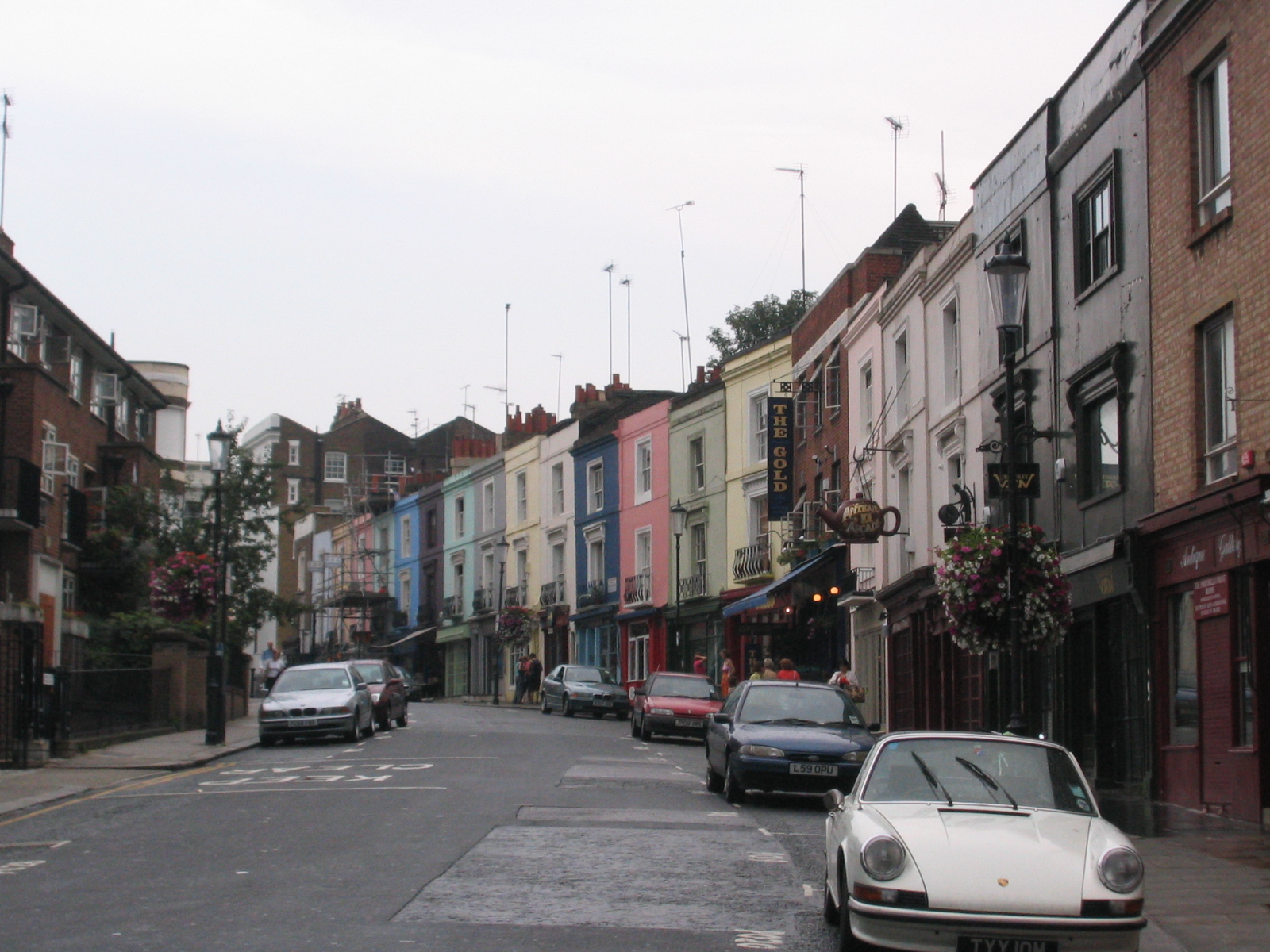
Muitas das filmagens ocorreram na Portobello Road